# راكيش خانا
راكيش خانا (بالإنجليزية: Rakesh Khanna)‏ هو كبير الإداريين التنفيذيين هندي، ولد في 1962 في إندور في الهند.